# Eupithecia maenamiella
Eupithecia maenamiella là một loài bướm đêm trong họ Geometridae.